# Lelekovice (hrad)
Lelekovice jsou zřícenina hradu poblíž kostela svatého Filipa a Jakuba v Lelekovicích v okrese Brno-venkov v Jihomoravském kraji.
Hrad byl založen ve čtrnáctém století jako sídlo pánů z Lelekovic, ale ve druhé polovině téhož století jej postupně získali jiní majitelé. Nejspíš roku 1401 byl obsazen protivníky markraběte Jošta a vzápětí dobyt brněnskou hotovostí. Poté už nebyl obnoven a zanikl. Jeho pozůstatky byly odkryty až při rozsáhlém archeologickém výzkumu Josefa Ungera.

## Historie
První písemná zmínka o hradu pochází z roku 1358. Jeho zakladatelem byl s největší pravděpodobností olomoucký sudí Hereš (též Heřman) z Lelekovic, připomínaný v letech 1339–1358. Dále hrad drželi příslušníci jeho rodu. Hereš měl bratra Buška, manželku Elišku, syny Ješka a Buška a dceru Margaretu. Zemřel během morové epidemie v letech 1357–1360. Jeho syn Bušek se oženil s Annou, později s Jutkou a zemřel nejpozději v roce 1368. Jeho synové mohli být Vznata a Albert z Lelekovic. V jejich době začal hospodářský úpadek rodu, protože dávky vybírané od poddaných nestačily k udržení životní úrovně vlastníků menších panství. Vznata v roce 1369 prodal první majetek a roku 1378 už vlastnil jen polovinu hradu. Jeho synu Heřmanovi zůstala jen třetina.
V letech 1373–1375 se o získání majetku v Lelekovicích pokoušel markrabě Jan Jindřich. V roce 1379 Mikšík, Všebor a Heřman z Lelekovic zapsali třetinu hradu Ješku Markétkovi z Rožďalovic, který ji v témže roce převedl zápisem do zemských desek Petru Hechtovi a Vznatovi z Rosic. Třetinu hradu si snad ponechali původní páni z Lelekovic. Část hradu získal sňatkem s Eulálií, vdovou po Vznatovi z Lelekovic, Ludvík z Ubušína, který svůj díl dále rozšiřoval. Roku 1387 tak po třetině hradu vlastnili Heřman z Lelekovic, Ludvík z Ubušína a o třetí se dělili Petr a Vznata Hechtové z Rosic. Oběma Hechtům se potom do roku 1392 podařilo získat celý hrad do svého majetku.

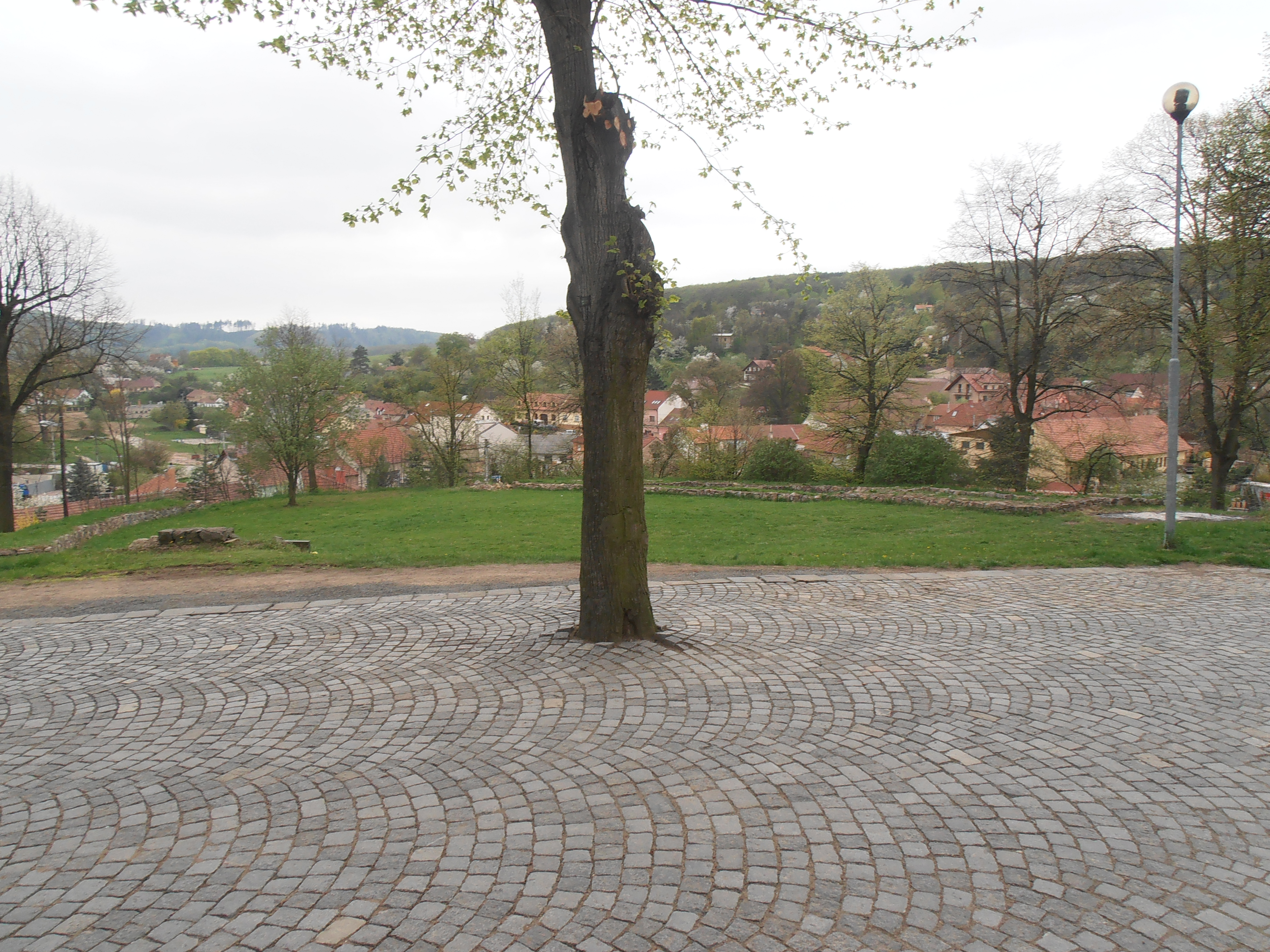
Prostor hradního jádra od východu

Roku 1401 hrad obsadili odpůrci markraběte Jošta. Proti nim zakročil sudí Erhart ze Skal, který hrad s oddíly brněnských měšťanů za pomoci palných zbraní dobyl. Jejich použití dokládají nálezy munice do bombardy a olověná střela z píšťaly.
Když Erhart roku 1412 obdržel lelekovické panství, byl zmíněn i hrad. Ten však byl poškozen při dobývání a Erhart jej už neobnovil. Z roku 1447 pochází zmínka o lelekovické tvrzi Jana Dupníka z Nitkovic. Může se vztahovat k objektu postavenému po zániku hradu v prostoru předhradí, ale je také možné, že tato budova sloužila potřebám fary.
Zbytky hradu byly památkově chráněny, ovšem v roce 2020 Ministerstvo kultury České republiky rozhodlo, že zápis objektu do státního seznamu kulturních památek z roku 1989 proběhl opožděně, takže památková ochrana skončila 31. prosince 1987.

## Archeologie
Pozůstatky hradu byly odhaleny archeologickým výzkumem Josefa Ungera na místě, kde nebyly patrné žádné stopy sídla. Hradní jádro bylo odkryto téměř celé a v prostoru předhradí byly provedeny jen menší sondy.
Výzkumem bylo doloženo pravěké osídlení hradní ostrožny v období kultury s moravskou malovanou keramikou na konci neolitu. Pravěké artefakty (keramika, zvířecí kosti, štípaná, broušená a kostěná industrie) pochází ze sekundárních poloh způsobených středověkými úpravami terénu. Je možné, že některé kamenné broušené nástroje mohly být opětovně využity ve středověku jako tzv. hromové kameny s magicko-ochrannou funkcí, nebo mohly být upraveny na křesací kameny.
Při výzkumu bylo nalezeno a analyzováno množství kostí na hradě konzumovaných zvířat. Převládala hospodářská zvířata, zatímco lovná zvěř v souboru tvořila jen přibližně osm procent (běžný podíl bývá 1,1–3 %). Z hospodářských zvířat převažoval skot (44  %) a prase domácí (32 %). Ovce a kozy (7 %) byly konzumovány spíše výjimečně, ale podíl koňských kostí (4 %) byl nadprůměrný. Nejčastějším lovným zvířetem byl jelen evropský, mnohem méně se objevovalo prase divoké nebo srnec. Doloženo bylo také zpracování kostí pro domácí potřebu obyvatel hradu. Jeden z nálezů pocházel jistě z obložení sochy kuše, kost ve tvaru vlčí hlavy mohla sloužit jako intarzie, dále byla nalezena ptačí kost upravená na píšťalku a jiné artefakty fungovaly jako obložení rukojetí nožů nebo je jejich funkce neznámá.
Z torza věže pochází nálezy zlomků nádob, groše z doby Václava IV., šipek do kuše, hřeby, kusy omítky s malbou, přezka, kleště a jedenapůlruční meč z konce čtrnáctého století. Čepel meče měří devadesát centimetrů a celková délka zbraně je 116 centimetrů. Po obou stranách čepele jsou inkrustace žlutým kovem znázorňující běžícího vlka. Zatímco záštita a hlavice byly vyrobeny běžným dobovým postupem z obyčejného kovu, kvalitněji zpracovaná čepel vznikla vynikající řemeslnou prací v Pasově nebo v Uhrách. Jinou nalezenou zbraní v jihozápadní části hradu je torzo kování bojového cepu. Jeho tlouk byl dlouhý asi 25 centimetrů, a zbraň tak mohla být používána jednou rukou. Dalšími militárii jsou část rukojeti tesáku a tři železné hroty kopí určených pro pěší bojovníky.
Tři zlomky koulí do bombardy odpovídají ráží 350 milimetrů a byly vyrobeny z vápence těženého v lomu na Stránské skále. Pravděpodobným puškařem, který dělo obsluhoval, byl brněnský Hanuš, zvaný Beyal.

## Stavební podoba
Lelekovický hrad patřil ke hradům s plášťovou zdí a svou velikostí se blížil tvrzi. Jeho pozůstatky se nachází na jihozápadním výběžku ostrožny s kostelem svatého Filipa a Jakuba. Archeologicky doložené předhradí leželo jihovýchodně od hradního jádra a jižně od kostela.
Oválné hradní jádro mělo rozměry 43 × 29 metrů. Obepínala je až dva metry silná plášťová hradba, k níž na severozápadní straně přiléhal čtyřprostorový palác. V jedné z jeho suterénních místností byl zjištěn kanálek sušárny obilí. Z obvodu hradu vystupovala čtverhranná věž. Její vnější rozměry měří 8 × 8 metrů a vnitřní 3,8–4,1 × 4,6–5,1 metru. Byla několikrát stavebně upravována a po určitou dobu vedl obezděný průchod z nádvoří do suterénu věže. Později byl vstup zazděn. Velká věž měla střechu tvořenou prejzovou krytinou, zatímco ostatní budovy byly kryté šindely, které při dobytí hradu shořely. Ve věži se nacházela starší brána uzavíraná dvoukřídlými, dovnitř otevíranými vraty a stěžejkovým padacím mostem, za nímž se v průjezdu nacházela vlčí jáma.

### Stavební materiál
K výstavbě hradu byl v první fázi (obvodová hradba, palác) použit granodiorit získaný při hloubení příkopu. Po spotřebování dostupného kamene začal být dovážen pískovec z Babího lomu. Další granodiorit byl použit až koncem čtrnáctého století, kdy při budování parkánové hradby proběhly zemní práce a ze získaného kamene byly vyzděny základy nové brány. Vápenec určený k výrobě vápna byl sbírán a těžen na návrší 550 metrů severozápadně od hradu. Ojediněle se vápencové kameny objevují i ve zdivu obvodové hradby a paláce.
Architektonické články, jako ostění vchodů a oken, byly vytesány z méně kvalitního svrchnokřídového pískovce nebo z kvalitního vápence ze Stránské skály. Nejspíše přímo na hradě se vyráběly brousky ze spodnokarbonských prachovitých břidlic a prachovců dovážených z Drahanské vrchoviny z okolí Křtiny.

### Rozdělení hradu
Rozdělení hradu mezi tři majitele se projevilo také na jeho stavební podobě. Nádvoří bylo rozděleno dřevěnými příčkami, takže zůstal zachován vstup po padacím mostě původní branou. Za ní se nacházelo drobné společné nádvoří, z něhož se vstupovalo do dvorů jednotlivých dílů. Ve společném užívání z obranných důvodů nejspíš zůstal hradební ochoz a příkop.
Ve druhé stavební fázi tak byly k hradbě přistavěny další budovy na jihozápadě a severovýchodě, kde nahradily starší dřevěnou zástavbu. Starý palác zůstal celý součástí středního dílu, ale mohla být zrušena jeho pavlač a zazděna okna směrem do sousedních dvorů. Kvůli vytápění musel být postaven přístavek s topeništěm. Obestavěná plocha ve třech podlažích činila 425 m² a zahrnovala sklep, kuchyni, stáj pro koně, obytné místnosti ve druhém podlaží a skladovací prostory ve třetím podlaží. Jihozápadní díl měl k dispozici obestavěných 550 m². Skládal se ze sklepa, konírny, kuchyně a obytných prostor (390 m²) nad přízemím. Nejmenší obestavěnou plochu (270 m²) měl severovýchodní díl. V přízemí jediné kamenné budovy byl sklep a místnost upravená v pozdější stavební fázi obilními krechty na sýpku. Nad nimi byly obytné prostory. Menší rozměry kamenné budovy byly kompenzovány větším dvorem zastavěným dřevěnými budovami.

### Třetí stavební fáze
Koncem čtrnáctého století bylo opevnění zesíleno nově vybudovanou hradbou, která částečně v místech bývalého příkopu vymezila parkán. Jeho součástí se u paty starší věže stala drobná čtverhranná vížka s nově zřízenou bránou. Zavírala se nejspíše jednoduchými vraty, které chránil kolébkový padací most, jehož mostovka ve spuštěné poloze tvořila i podlahu průjezdu. Zřízením parkánu zanikl starý příkop kolem hradního jádra, a proto byl kolem parkánové hradby vyhlouben nový, asi jen dva metry široký příkop.

### Kovárna
Na východní straně nádvoří, v koutě mezi hradbou a sousední budovou, byly odkryty pozůstatky kovárny s lichoběžníkovým půdorysem o rozměrech přibližně 8 × 4 × 6 × 4 metry. Ze dvou stran ji vymezovaly kamenné zdi, na jihu dřevěná stěna a směrem do nádvoří byla kovárna otevřená. Nalezeno byl torzo výhně a stopy dalších konstrukcí (měch, špalek pro ukotvení kovadliny). Analýzou nalezených železných předmětů bylo zjištěno, že byly vyráběny jednoduchou technologií z nakoupeného polotovaru nebo zpracováním odpadového šrotového materiálu.

### Předhradí
Předhradí bylo původně postavené ze dřeva a kamenné stavby v něm vznikly až po zániku hradu. V první fázi vznikla nejspíše patrová budova s půdorysem 10 × 9,5 metru a přibližně jeden metr silnými zdmi. Do patra se vstupovalo po zděném schodišti ze dvora. Ve druhé stavební fázi byla budova rozšířena o dvouprostorovou přístavbu.